# 4-Dimetilamino-fenol
A 4-dimetilamino-fenol (INN: 4-dimethylaminophenol, rövidítve DMAP) a ciánmérgezés egyik ellenszere. Nagyon gyorsan megköti a szervezetbe jutó ciánt, de elhasználja a hemoglobin jelentős részét, ezért a 4-dimetilamino-fenol-kezelést azonnal B12-vitaminnal vagy nátrium-tioszulfáttal kell folytatni.
Állatkísérletekben izomba adva is hatásosnak bizonyult (nemcsak intravénásan).

## Működésmód
A cián a citokróm-c enzim gátlásával megakadályozza, hogy a vérben levő oxigént a sejtek felhasználják, így a sejtekben oxigénben dús vér ellenére is oxigénhiány alakul ki.
A dimetilamino-fenol a vér hemoglobinjának jelentős részét methemoglobinná alakítja. A methemoglobin nem képes oxigént szállítani, viszont megköti a cianidgyököt, így a citokróm-c enzim felszabadul, és a közvetlen oxigénhiány megszűnik.
A B12-vitamin ill. a Na2S2O3 a cianidgyököt tiocianáttá (rodaniddá) alakítja, amely a vizelettel gyorsan kiürül a szervezetből.
A vér természetes körülmények között is tartalmaz kb. fél %-nyi methemoglobint, melyet a rodanáz enzim lassan át tud alakítani hemoglobinná. Ezáltal néhány nap alatt az eredeti szintre áll vissza a vér oxigénszállító képessége.
A 4-dimetilamino-fenolhoz hasonló methemoglobinképzők a nitritek (nátrium-nitrit, amil-nitrit) is, de vérnyomáscsökkentő hatásuk miatt az adható mennyiség 12 mg/tskg, amivel 15%-nyi hemoglobint tudnak methemogolinná alakítani.

## Készítmények
Hidrokloridsó formájában:
- 4-DMAP

Magyarországon nincs forgalomban.